# Gasela saltadora
La gasela saltadora o springbok (Antidorcas marsupialis) és una gasela de mida mitjana i de color marró i blanc. Fa uns 80 cm d'alt. Els mascles pesen de 33 a 48 kg i les femelles entre 26 i 42 kg. Poden córrer a uns 80 a 90 km/h, amb els salts poden arribar a una alçada sobre terra de 3,5 m i una llargada de 15 m. En l'actualitat, és l'únic representant viivent del gènere Antidorcas.
El nom específic científic de marsupialis deriva d'una mena de bossa en forma de butxaca que va de la meitat de l'esquena fins a la cua.Quan el mascle vol atraure la femella o evitar els depredadors fa un trot especial i salta arquejant l'esquena i fa com un ventall i emet una essència floral de suor 
La gasela saltadora habita les zones seques interiors del sud-oest i sud d'Àfrica fins al desert de Kalahari a Namíbia i Botswana.A Sud-àfrica n'hi ha uns 250,000 abans era molt comuna i feia un dels ramats naturals més densos que s'hagin pogut veure, però el seu nombre ha disminuït des del segle xix per la caça i les tanques que limiten les seves migracions.
La gasela saltadora o Springbok és el símbol nacional de Sud-àfrica.